# Yngve Andersson (1903–1988)

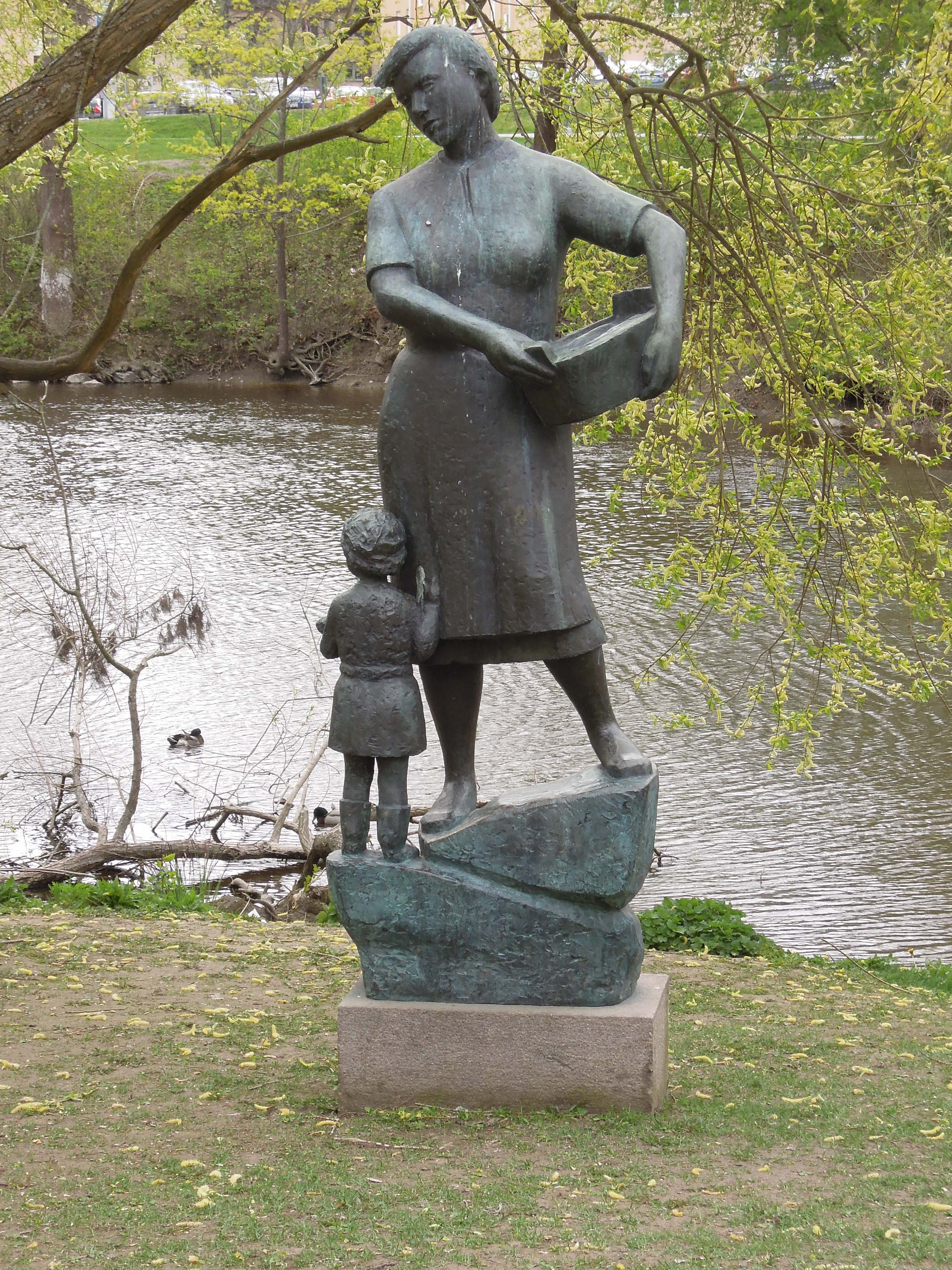
Tvätterskan placerad i Västerås utförd av Yngve Andersson.

Alf Yngve Andersson, född 20 november 1903 i Storkyrkoförsamlingen, Stockholm, död 7 december 1988 i Enskede församling, Stockholm, var en svensk skulptör och ciselör. Han är morfar till Nils Andersson.
Andersson studerade vid Tekniska skolan och Konsthögskolan i Stockholm 1925-1928 där han tilldelades en kunglig medalj avslutningsåret. Han företog därefter studieresor till Frankrike och Nederländerna. Bland hans offentliga arbeten märks ett förslag till utsmyckning av torget i Varberg som senare omarbetades och restes på Skallberget i Västerås. Skulpturen är en figurgrupp med en tvätterska och hennes son och bygger på Anderssons barndomsminnen från klappbryggorna i Gamla stan i Stockholm. Andersson är representerad vid Bonniers porträttsamling i Villa Manilla på Djurgården